# 舍夫琴卡 (普里亞速斯凱市鎮)
46°38′50″N 35°40′49″E / 46.64722°N 35.68028°E
舍夫琴卡（羅馬化：Shevchenka）是位於烏克蘭南部扎波羅熱州梅利托波爾區普里亞速斯凱市鎮的村莊。該村處於多穆茲拉河畔，分別距離彼得里夫卡1公里和哈米夫卡5公里，面積0.96平方公里，2001年人口336。